# Glyceria formosensis
Glyceria formosensis är en gräsart som beskrevs av Jisaburo Ohwi. Glyceria formosensis ingår i släktet glycerior, och familjen gräs. Inga underarter finns listade i Catalogue of Life.